# Courtney Barnett
Courtney Melba Barnett (nascuda el 3 de novembre de 1987) és una cantant, cantautora i música australiana. Barnett va començar a destacar amb l'estrena del seu EP de debut, I've Got A Friend Called Emily Ferris. L'interès internacional per la premsa musical del Regne Unit i Nord Amèrica va arribar amb l'estrena de The Double EP: A Sea of Split Peas a l'octubre de 2013.